# Occidozyga celebensis
Occidozyga celebensis es una especie  de anfibios de la familia Dicroglossidae.

## Distribución geográfica
Se encuentra en Célebes (Indonesia).  